# Distrito de Dharmapuri
Dharmapuri  (en Tamil; தமிழ் நாடு ) es un distrito de India, en el estado de Tamil Nadu. Según el censo de 2011, tiene una población de 1 506 843 habitantes.
Comprende una superficie de 4497,77 km².
El centro administrativo es la ciudad de Dharmapuri.